# Jonathan Greening
Jonathan Greening, né le 2 janvier 1979 à Scarborough, est un ancien footballeur anglais qui évoluait au poste de milieu de terrain. Il est notamment passé par Manchester United entre 1998 et 2001.

## Biographie
Il signe un contrat de 2 ans pour le Fulham Football Club après une bonne saison en prêt, puis, peu utilisé, signe un contrat de trois ans avec Nottingham Forest le 18 juillet 2011. Peu utilisé lors de la saison 2012-2013, il est prêté entre novembre 2012 et janvier 2013 au club de Barnsley.
Le 14 novembre 2015, il rejoint York City et assure même l'intérim au poste d'entraîneur-adjoint sous la houlette de Richard Cresswell (de qui il a été par ailleurs le témoin de mariage).

## Palmarès
| - Man. Utd - Premier League - Vainqueur (3) : 1999, 2000, 2001 - FA Cup - Vainqueur : 1999 |  | - Middlesbrough - Carling Cup - Vainqueur : 2004 |  | - W.B.A - Championship - Vainqueur : 2008 |  | - Fulham - Ligue Europa - Finaliste : 2010 |